# Кребс, Эдвин
Эдвин Герхард Кребс (англ. Edwin Gerhard Krebs; 6 июня 1918, Лансинг, Айова, США — 21 декабря 2009, Сиэтл, Вашингтон, США) — американский биохимик, лауреат Нобелевской премии по физиологии и медицине 1992 года «за открытия, касающиеся обратимого белкового фосфорилирования как механизма биологической регуляции».
Член Национальной академии наук США (1973).

## Биография
Эдвин Кребс родился 6 июня 1918 года в городке Лэнсинг (Айова) в семье пресвитерианского священника. Кребс поступил в 1936 году в Университет Иллинойса. После его окончания получил медицинское образование в медицинской школе в Вашингтонском университете в Сент-Луисе (Сент-Луис, Миссури), который окончил в 1943 году. До 1946 года служил в военно-морских силах США. После демобилизации Кребс продолжил научное образование в биохимической лаборатории Карла и Терезы Кори, получивших Нобелевскую премию в 1947 году за исследования превращения гликогена. Там он занимался взаимодействием протамина и фосфорилазы. Через два года в 1948 году Кребс решил продолжить занятия биохимией и начал работать в Вашингтонском университете в Сиэтле. В 1953 году вместе с Эдмондом Фишером, приехавшим в университет из Швейцарии, он стал заниматься исследованием регуляции активности гликогенфосфорилазы.
Они обнаружили, что серия реакций, вызываемых гормонами и кальцием, приводит к активации-инактивации этого фермента. Активация-инактивация фермента вызывалась его обратимым фосфорилированием. Процесс, который открыли Фишер и Кребс, катализируется двумя ферментами: протеинкиназой и фосфатазой. Протеинкиназы (наиболее распространённая из них — тирозинкиназа) переносит фосфатную группу с АТФ на гидроксильную группу фермента. При этом конформация фермента изменяется и он становится каталитически активным. Затем белковая фосфатаза отщепляет фосфатную группу и фермент возвращается в изначальную неактивную форму. Оказалось, что такое циклическое регулирование ферментативной активности и соответствующих метаболических процессов чрезвычайно широко распространено в природе.
В 1992 году за открытие обратимого белкового фосфорилирования Фишер и Кребс получили Нобелевскую премию по физиологии и медицине.